# Krzysztof Wielecki
Krzysztof Wielecki (ur. 1954) – polski socjolog, doktor habilitowany nauk humanistycznych.

## Życiorys
W 1977 r. ukończył studia pedagogiczne na Uniwersytecie Jagiellońskim, w 1986 r. obronił pracę doktorską, w 2005 r. habilitował się na podstawie pracy zatytułowanej Podmiotowość w dobie kryzysu postindustrializmu. Między indywidualizmem a kolektywizmem. 
Został pracownikiem naukowym na Akademii Pedagogiki Specjalnej im. Marii Grzegorzewskiej, na Uniwersytecie Warszawskim, w Instytucie Filozofii i Socjologii PAN, w Olympus Szkole Wyższej im. Romualda Kudlińskiego z siedzibą w Warszawie, oraz na Uniwersytecie Kardynała Stefana Wyszyńskiego w Warszawie.